# Xichú
Xichú é um município do estado de Guanajuato, no México.